# 61-я гвардейская танковая бригада
61-я гвардейская танковая Свердловско-Львовская ордена Ленина Краснознамённая орденов Суворова, Кутузова и Богдана Хмельницкого бригада — танковая бригада Рабоче-крестьянской Красной армии в годы Великой Отечественной войны.
Сокращённое наименование — 61 гв. тбр.

## История
Сформирована в марте 1943 года в г. Свердловск из добровольцев Свердловской области как 197-я Свердловская танковая бригада, по штатам № 010/270 — 010/277. В её состав вошли два танковых и мотострелково-пулемётный батальоны и ряд других частей. Бригада была включена в 30-й танковый корпус (с 23 октября 1943 года 10-й гвардейский), который в середине июля вошёл в состав 4-й танковой армии (с 17 марта 1945 4-я гвардейская). В этом корпусе и армии с небольшими перерывами вела боевые действия до конца войны.
За героизм и отвагу, проявленные личным составом в боях с немецко-фашистскими захватчиками, дисциплину, организованность и умелое выполнение боевых задач удостоена гвардейского звания и преобразована в 61-ю гвардейскую Свердловскую танковую бригаду (28 октября 1943 года).
В конце февраля 1944 года вновь включена в действующую армию. В марте — апреле участвовала в Проскуровско-Черновицкой наступательной операции.
За отличия в боях при освобождении гг. Гусятин (24 марта) и Каменец-Подольский (26 марта) награждена орденом Красного Знамени (3 апр. 1944).
В боях за освобождение Украины отважно сражались многие воины бригады и среди них экипаж танка 1-го танкового батальона под командованием лейтенанта Г. С. Чесака, который 8 марта вступил в единоборство с 7 танками «тигр» и подбил 3 из них. В ночь на 11 марта он разгромил автоколонну противника (свыше 50 машин), пытавшуюся прорваться к своим войскам по шоссе Проскуров — Тарнополь (Тернополь). За высокое боевое мастерство, мужество и смелость Г. С. Чесаку было присвоено звание Героя Советского Союза. Он стал первым Героем Советского Союза не только в Свердловской танковой бригаде, но и во всём Уральском добровольческом корпусе.
В июле — августе 1944 года бригада успешно действовала в Львовско-Сандомирской наступательной операции. За отличия в боях при освобождении г. Львов ей было присвоено почётное наименование Львовской (10 авг. 1944). После освобождения Львова развивала наступление на г. Самбор, а в конце операции во взаимодействии с другими соединениями вела оборонительные бои на сандомирском плацдарме.
В январе— марте 1945 года бригада участвовала в Сандомирско-Силезской, Нижне- и Верхне-Силезской наступательных операциях 1-го Украинского фронта. За образцовое выполнение заданий командования в боях в районе г. Пиотркув (Петроков) была награждена орденом Суворова 2-й степени (19 февраля 1945 года).
За боевые отличия при разгроме войск противника юго-западнее г. Оппельн (Ополе) орденом Кутузова 2-й степени (26 апреля 1945).
За боевые отличия при разгроме войск противника в районе Ратибора (Рацибуж) — орденом Богдана Хмельницкого 2-й степени (26 апреля 1945).
Высокое воинское мастерство и мужество проявили танкисты соединения в завершающих операциях Великой Отечественной войны. За образцовое выполнение заданий командования в Берлинской операции при ликвидации немецко-фашистских войск, окружённых юго-восточнее Берлина, бригада была награждена орденом Ленина (4 июня 1945 года).
В Пражской наступательной операции 8 мая её части перешли границу Германии с Чехословакией южнее г. Дрезден и к 9 мая вышли в район северо-западнее Праги, где завершили свой боевой путь.

## Состав
- Управление бригады
- 1-й отд. танковый батальон
- 2-й отд. танковый батальон
- 3-й отд. танковый батальон
- Моторизованный батальон автоматчиков
- Зенитно-пулемётная рота
- Рота управления
- Рота технического обеспечения
- Медсанвзвод

## Подчинение
Периоды вхождения в состав Действующей армии с 27.02.1944 по 11.05.1945
- Входила в состав 10-го гвардейского танкового корпуса.

## Командование бригады

### Командиры бригады
- Жуков, Николай Григорьевич (23.10.1943 — 14.01.1945), гвардии подполковник (убит 13.01.1945 — ОБД)
- Зайцев, Василий Иванович (15.01.1945 — 10.06.1945), гвардии подполковник[5]

### Заместители командира бригады по строевой части
- Никонов Василий Николаевич, гв. майор

### Начальники штаба бригады
- Алексеев Венедикт Макарович (28.10.1943 — 15.05.1944), гвардии майор
- Зайцев Василий Иванович (15.05.1944 — 15.01.1945), гвардии майор
- Хмылов Калин Трофимович (15.01.1945 — 28.02.1945), гвардии полковник
- Беклемишев Нил Петрович (28.02.1945 — 10.06.1945), гвардии подполковник

## Отличившиеся воины
За воинскую доблесть в годы войны свыше 3600 воинов бригады награждены орденами и медалями, 7 из них присвоено звание Героя Советского Союза, 9 стали полными кавалерами ордена Славы.

### Герои Советского Союза
- Зайцев, Василий Иванович — командир танковой бригады, гв. подполковник.
- Лабужский, Степан Петрович — сапёр роты управления, гв. красноармеец.
- Лабуз, Павел Иванович — командир танка 2-го танкового батальона, гв. младший лейтенант.
- Марков, Владимир Александрович — командир 3-го танкового батальона, гв. капитан.
- Скрынько, Василий Григорьевич — командир 1-го танкового батальона, гв. капитан.
- Чесак, Григорий Сергеевич — командир танка Т-34, гв. лейтенант.
- Юдин, Николай Лукьянович — командир взвода 1-го танкового батальона, гв. лейтенант.

### Полные кавалеры ордена Славы
- Валишин, Аглиулла Хисматович — автоматчик разведывательного взвода роты управления, гв. младший сержант.
- Волков, Лев Николаевич — командир орудия танка Т-34 2-го танкового батальона, гв. старший сержант.
- Катаев, Александр Демидович — радист-пулемётчик танка Т-34 2-го танкового батальона, гв. старший сержант.
- Масленников, Пётр Андреевич — командир орудия танка Т-34 1-го танкового батальона, гв. старший сержант.
- Минин, Василий Афанасьевич — автоматчик разведывательного взвода роты управления, гв. сержант.
- Самодуров, Евгений Парфёнович — радист-пулемётчик танка Т-34 2-го танкового батальона, гв. старший сержант.
- Соболев, Иван Васильевич — автоматчик разведывательного взвода роты управления, гв. младший сержант.
- Фокин, Кузьма Гаврилович — механик-регулировщик 1-го танкового батальона, гв. старшина.
- Шевелёв, Анатолий Иосифович — механик-водитель танка Т-34 2-го танкового батальона, гв. старший сержант.

## Награды и почётные наименования
| Награда (наименование)                | Дата награждения                                                            | За что получена |
| ------------------------------------- | --------------------------------------------------------------------------- | --- |
| Почётное звание «Гвардейская»         | присвоено приказом Народного комиссара обороны СССР от 28 октября 1943 года | за проявленную отвагу в боях за Отечество с немецкими захватчиками, за стойкость, мужество, дисциплину и организованность, за героизм личного состава                               |
| Почётное наименование «Свердловская»  | присвоено приказом Верховного главнокомандующего от марта 1943 года         | при формировании |
| Почётное наименование «Львовская»     | присвоено приказом Верховного главнокомандующего от 10 августа 1944 года    | за доблесть и воинское мастерство, проявленные личным составом при освобождении г. Львов                                                                                            |
| Орден Ленина                          | награждена указом Президиума Верховного Совета СССР от 19 февраля 1945 года | за образцовое выполнение заданий командования в боях с немецкими захватчиками, за овладение городом Варшава и проявленные при этом доблесть и мужество                              |
| Орден Красного Знамени                | награждена указом Президиума Верховного Совета СССР от 3 апреля 1944 года   | за образцовое выполнение заданий командования в боях за освобождение городов Проскурова, Каменец-Подольска, Чорткова, Гусятина, Залещики и проявленные при этом доблесть и мужество |
| Орден Суворова II степени             | награждена указом Президиума Верховного Совета СССР от 19 февраля 1945 года | за образцовое выполнение заданий командования в боях в районе г. Пиотркув (Петроков) и проявленные при этом доблесть и мужество                                                     |
| Орден Кутузова II степени             | награждена указом Президиума Верховного Совета СССР от 26 апреля 1945 года  | за боевые отличия при разгроме войск противника юго-западнее г. Оппельн (Ополе) и проявленные при этом доблесть и мужество                                                          |
| Орден Богдана Хмельницкого II степени | награждена указом Президиума Верховного Совета СССР от 26 апреля 1945       | за боевые отличия при разгроме войск противника в районе Ратибора (Рацибуж) и проявленные при этом доблесть и мужество                                                              |